# TORA
Die Abkürzung TORA (Takeoff Run Available, dt. verfügbare Startlaufstrecke) bezeichnet die Eigenschaft einer Startbahn auf einem Flugplatz und gibt die maximal verfügbare Strecke bis zum Abheben eines beliebigen Flugzeugs an.
Aus der Summe der verfügbaren Startlaufstrecke und der Länge eines eventuell vorhandenen Clearways errechnet sich  gem. Annex 14 der ICAO die TODA (Takeoff Distance Available, dt. verfügbare Startstrecke).
Am Ende der TORA plus 60 m fängt die Abflugfläche mit einer Neigung von 1:50 an, einer Anfangsbreite von 180 m, einer Divergenz von 12,5 % pro Seite und einer Gesamtlänge von 15000 m (als Beispiel einer Code 3 oder 4 Bahn).
Die beiden Startbahnen des Flughafens München sowie die Startbahnen des Flughafens Frankfurt haben unter anderem eine TORA von 4.000 m.